# Dąb Słowianin
Dąb Słowianin – pomnik przyrody znajdujący się we wsi Dębina w gminie Jelcz-Laskowice, w województwie dolnośląskim.
To pomnikowy dąb szypułkowy, z krótkim, masywnym pniem i kopulastą koroną, o wymiarach 26,5 x 24,5 m. Stan zdrowotny Słowianina uznaje się za dobry.
Wiek dębu szacuje się na 400-450 lat. Dąb ma, według pomiarów z 2015 roku, 751 cm obwodu oraz 22 m wysokości. Zwycięzca ogólnopolskiego konkursu na Drzewo Roku 2014 oraz reprezentant Polski w międzynarodowym konkursie na Europejskie Drzewo Roku 2015.
Przy drzewie znajduje się głaz narzutowy z wyrytą nazwą dębu.
Dąb znajduje się w miejscu o koordynatach 51°03′24,1″N 17°22′54,9″E.